# Colocleora bellula
Colocleora bellula là một loài bướm đêm trong họ Geometridae.